# 橱柜里的骷髅

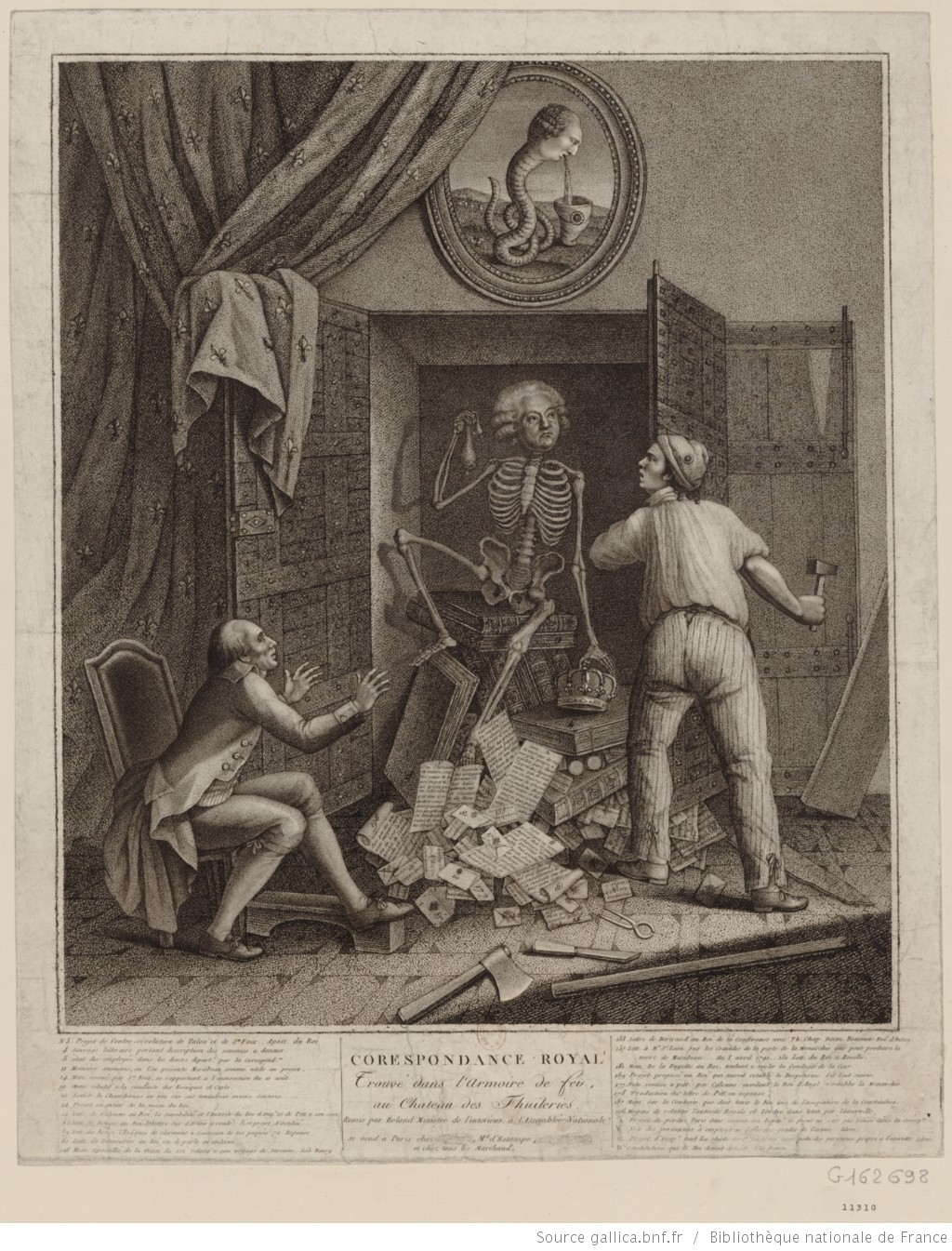
1792年的一部讽刺画：米拉波的尸体骷髅从路易十六的暗柜里掉出来。

橱柜里的骷髅（美式英语：Skeleton in the closet；英式英语：skeleton in the cupboard）是一个俗语词汇或者熟语，被用来形容关于某人不为人知的秘密，而且这个秘密一旦被发现就会对这个人造成极其负面的观感，就好像是打开他/她家里的衣橱却发现一具尸体一般令人震惊，而这具尸体因为被隐藏太久早已变成骷髅。早在1816年11月，就有人在每月发行的英国期刊《混合评议》中使用这个短语。在牛津英語詞典、剑桥学术词典和韦氏词典中，这个短语都被列在“skeleton”（骷髅）这个条目下，不过剑桥学术词典也将之单列为一个短语介绍。人们可能带嘲弄的口吻来使用这个短语，以暗指謀殺、醜聞、难以理解的事件等。

## 中文使用
- 在中国大陆较为经典的英语教材《新概念英语》的第三册中有以“Skeleton in the cupboard”为题的课文，其对应中文为“家丑”。
- 中文同義詞：家醜、不可告人秘密、隱衷、難言之隱、作賊心虛、身有屎（粵語）、做咗虧心事（粵語）。